# Émerange
Émerange (luxembourgeois : Éimereng) est une section de la commune luxembourgeoise de Schengen située dans le canton de Remich.

## Histoire
Avant le 1er janvier 2012, Émerange faisait partie de la commune de Burmerange qui fut dissoute lors de sa fusion avec la commune de Schengen.